# Lîtvînî, Kobeleakî
Lîtvînî (în ucraineană Литвини) este un sat în comuna Vasîlivka din raionul Kobeleakî, regiunea Poltava, Ucraina.

## Demografie
Componența lingvistică a localității Lîtvînî
     Ucraineană (93,1%)
     Rusă (4,6%)
     Română (1,15%)
Conform recensământului din 2001, majoritatea populației localității Lîtvînî era vorbitoare de ucraineană (93,1%), existând în minoritate și vorbitori de rusă (4,6%) și română (1,15%).